# 11518 Jung
A 11518 Jung (ideiglenes jelöléssel 1991 GB3) egy kisbolygó a Naprendszerben. Eric Walter Elst fedezte fel 1991. április 8-án.
Nevét Carl Gustav Jung (1875 – 1961) svájci pszichiáter, pszichológus után kapta.